# Lule brincki
Lule brincki är en tvåvingeart som beskrevs av Steyskal 1960. Lule brincki ingår i släktet Lule och familjen bredmunsflugor. Inga underarter finns listade i Catalogue of Life.